# Izalco (vulcão)
O vulcão Izalco é um estratovulcão ativo em Sonsonate, El Salvador a 1950 metros de altitude.